# Colorazione digitale
La colorazione digitale (il cui termine tecnico anglosassone è digital coloring) è un processo di colorazione eseguito attraverso software dotati di strumenti dedicati alla pittura e alla simulazione degli strumenti di pittura tradizionale, utilizzato per colorare illustrazioni e disegni.

## La storia
L'avvento della colorazione in digitale è in parte legato alla diffusione del Macintosh della Apple e in parte a quella del software di punta per l'elaborazione fotografica Photoshop della Adobe. Mentre la Apple si introduceva nel mercato professionale con i suoi computer già negli anni ottanta, Adobe Photoshop fu realizzato solo nel febbraio del 1990. In questi dieci anni di distanza la Apple aveva evoluto i suoi computer, per cui Photoshop uscì in un mercato favorevole in cui molte aziende già usavano i Mac.
Quasi immediato fu il passaggio alla colorazione in digitale con Photoshop. Mentre le grandi aziende del fumetto continuavano a produrre albi con le tradizionali tecniche di colorazione, la Image Comics, fondata da grandi disegnatori dell'epoca, si distinse nell'uso di una nuova tecnica di colorazione. I colori erano brillanti, ben distribuiti e ricchi di sfumature. A fianco di idee innovative, questo fece il successo della Image e aprì la strada ad una nuova concezione del fumetto nel disegno e nella colorazione.
Nel 1993 Adobe Photoshop giunse alla versione 3.0 con una novità: l'utilizzo dei livelli (layers). Questa aggiunta fu sufficiente a cambiare totalmente l'aspetto della colorazione in digitale dei fumetti. Fino a quel momento i fumetti erano colorati con semplici sfumature, qualche blando effetto e, in generale, tutto era una versione più moderna della colorazione tradizionale che aveva dominato il mercato per oltre 50 anni. Nonostante la complessità dei Macintosh e le innovazioni introdotte da Adobe Photoshop fino alla versione 2.0, la velocità di elaborazione informatica era molto scarsa e il materiale digitale prodotto necessitava di supporti di memoria molto ampi che avevano un costo elevatissimo.
Nel 1993 la Apple produce il PowerPC, con la possibilità di sfruttare i CD e altri supporti magnetici di grandi dimensioni, dotato di System 7, il capostipite del moderno sistema operativo della Apple. Da una parte una significativa evoluzione dei computer e dall'altra un'importante innovazione del software leader della grafica, hanno contribuito a proiettare la colorazione in digitale nel futuro della produzione fumettistica statunitense. Con l'aumento di specialisti nella colorazione in digitale e la nascita di agenzie specializzate come la Liquid! Graphics, la Wildstorm-FX e la Hi-Fi Studios, il colore nel fumetto ha cambiato volto: i colori sono più vivi, gli effetti di luce creano immagini molto realistiche e vengono usati effetti complessi.

### Il digitale oggi
Il mercato statunitense è, sicuramente, il più florido nell'ambito del fumetto colorato in digitale. Tuttavia non è l'unico e oggi molti altri paesi utilizzano la colorazione in digitale come uno standard per realizzare un buon prodotto editoriale. Oltre alla qualità la colorazione in digitale è una tecnica veloce, dove con pochi strumenti e pochi movimenti del mouse è possibile inserire colori, creare effetti e correggere facilmente eventuali errori. La conoscenza del software e dei suoi strumenti non è sufficiente; un buon colorista deve conoscere la teoria e l'uso del colore. Se da un lato l'informatica tende a sostituirsi alla manualità di dare il colore, dall'altro lato chi usa il computer deve essere mentalmente preparato come un illustratore tradizionale.
Oltre al fumetto, oggi la colorazione in digitale copre campi paralleli, come la realizzazione di contenuti per il web e il merchandise di videogiochi. Mentre in precedenza gli elevati costi dei mezzi informatici rendevano i computer e l'uso dei software alla portata di pochi professionisti, l'evoluzione dei sistemi Windows e l'abbassamento del costo dell'hardware permette a molti di avere gli strumenti idonei per eseguire la colorazione in digitale anche a livello professionale e in qualunque ambito.

## I programmi per colorare in digitale oggi
Di seguito alcuni programmi per colorare in digitale:
- Adobe Photoshop
- Clip Studio Paint
- Procreate
- Affinity Photo
- Krita
- ArtRage
- SketchBook Pro
- Corel Painter
- Leonardo
- MediBang Paint
- Paint Tool Sai
- GIMP